# Medumi
Medumi (ryska: Медуми) är en ort i Lettland.   Den ligger i kommunen Daugavpils novads, i den sydöstra delen av landet, 190 km sydost om huvudstaden Riga. Medumi ligger 145 meter över havet och antalet invånare är 670.
Terrängen runt Medumi är platt. Runt Medumi är det glesbefolkat, med 10 invånare per kvadratkilometer. Närmaste större samhälle är Daugavpils, 16,6 km nordost om Medumi. I omgivningarna runt Medumi växer i huvudsak blandskog.